# Юнчас-Кучинскас, Миколас Миколович
Миколас Миколович Юнчас-Кучинскас (лит. Mykolas Junčas-Kučinskas; 13 (25) августа 1893, Мацикай, Россиенский уезд (ныне Шилутский район Литвы) — 16 марта 1973, Вильнюс) — литовский советский партийный и государственный деятель, заместитель председателя Президиума Верховного Совета Литовской ССР (1947—1959).

## Биография
Участник Гражданской войны в России. В 1918—1923 — боец Красной Армии. Принимал участие в сражениях на Урале и в Сибири. В 1919 вступил в ряды РКП (б).
В 1923—1926 — на кооперативной, затем партийной работе в Белоруссии. С 1926 обучался в Коммунистическом университете им. Я. Свердлова в Москве.
В 1930 году был отправлен на партийную работу в Литву. До 1931 работал по созданию коммунистических подпольных организаций в районе Шауляя. В 1931 арестован и приговорен к 12 годам тюрьмы. В 1933 году в ходе обмена политзаключенными был освобождён и выслан в СССР.
В 1935 окончил учёбу в коммунистическом университете. В том же году вернулся в Литву. В 1935—1936 работал организатором ячеек литовской компартии в Паневежиском районе и Салантае. В 1936 вновь арестован, с 1937 по 1940 год отбывал тюремное заключение.
После присоединения Прибалтики к СССР 26 августа 1940 года назначен народным комиссаром труда Литовской ССР.
В 1941—1943 — член ЦК КП (б) Литвы, уполномоченный по делам эвакуированных в Куйбышевской области и Мордовской АССР.
Участник Великой Отечественной войны. В 1943 — представитель ЦК КП (б) Литвы в 16-й Литовской стрелковой дивизии.
30.12.1944—6.4.1946 — секретарь ЦК КП(б) Литвы по кадрам. С декабря 1944 по апрель 1946 — член Бюро ЦК КП(б) Литвы.
В 1946—1947 — постоянный представитель Совета министров Литовской ССР при Совете министров СССР.
В 1947—1959 работал заместителем председателя Президиума Верховного Совета Литовской ССР.
В 1941—1960 — член ЦК КП (б) Литвы — КПЛ. В 1947—1963 — депутат Верховного Совета Литовской ССР.
С 1960 года на пенсии.
Умер в Вильнюсе в 1973 году. Похоронен на Антакальнисском кладбище.